# Tanum (Bærum)
Tanum este o localitate din comuna Bærum, provincia Akershus, Norvegia.